# Fjällig ängsborre
Fjällig ängsborre (Hoplia farinosa) är en skalbaggsart som beskrevs av Carl von Linné 1761. I den svenska databasen Dyntaxa används istället namnet Hoplia philanthus. Enligt Catalogue of Life ingår fjällig ängsborre i släktet Hoplia och familjen Melolonthidae, men enligt Dyntaxa är tillhörigheten istället släktet Hoplia och familjen bladhorningar. Enligt den svenska rödlistan är arten starkt hotad i Sverige. Arten förekommer i Götaland. Artens livsmiljö är havsstränder, jordbrukslandskap. Utöver nominatformen finns också underarten H. f. ramburi.